# 2009 en Azerbaïdjan
Cet article présente les faits marquants de l'année 2009 en Azerbaïdjan.

## Évènements

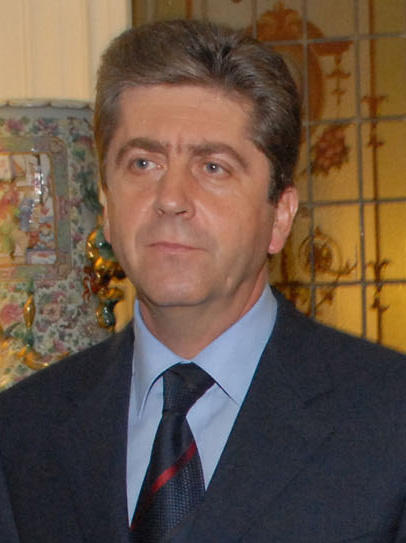
Georgi S. Parvanov (novembre 2008)

- Jeudi 22 janvier 2009 : lors d'un sommet bilatéral à Bakou, le président Gueorgui Parvanov et son homologue azerbaïdjanais Ilham Aliev, souhaitent, après la grave crise du gaz en Europe provoquée par le conflit entre Moscou et Kiev, une accélération du projet de gazoduc européen Nabucco évitant la Russie. Le président Aliev a par ailleurs confirmé sa participation au sommet organisé en avril à Sofia sur la diversification des sources de gaz pour l'Europe.
- Mercredi 18 mars 2009 : les Azerbaïdjanais se sont prononcés à 92 % pour la levée de la limitation à deux du nombre des mandats présidentiels.

- Samedi 12 juillet 2009 : l'ONG Reporters sans frontières a dénoncé la mise en détention provisoire de deux cyberdissidents, Adnan Hadji Zadeh (membre du mouvement d’opposition "OL ! Youth Movement") et Emin Milli (un des fondateurs du mouvement "the Alumni Network"). Arrêtés le 8 juillet à Bakou, ils ont été jugés pour hooliganisme et condamnés à 2 mois de prison[1].

## Décès
- 13 février : Bakhtiyar Vahabzadeh, poète du peuple, dramaturge et critique littéraire
- 21 mai : Kamal Alakbarov, peintre et sculpteur